# 吉梅塔
吉梅塔（英語：Jimeta）是西非國家尼日利亞的城鎮，由阿達馬瓦州負責管轄，位於該國東部貝努埃河畔，距離約拉8英里，海拔高度135米，是重要的河港，2004年人口248,166。
9°16′45″N 12°26′45″E / 9.27917°N 12.44583°E